# Portal 2
Vous lisez un « article de qualité » labellisé en 2014.
Portal 2 est un jeu vidéo de plates-formes et de réflexion en vue subjective développé et édité par Valve. Le jeu paraît sur Windows, OS X, PlayStation 3 et Xbox 360 le 19 avril 2011 en Amérique du Nord, et le surlendemain pour le reste du monde. La version pour Linux est mise en bêta-test le 25 février 2014, tandis qu'une version Nintendo Switch sort le 28 juin 2022 avec la sortie de la compilation Portal : collection cubique. La version du jeu sur disque optique est distribuée par Electronic Arts, tandis que la distribution en ligne pour Windows et OS X est gérée par le service de diffusion de contenu de Valve, Steam. Portal 2 est annoncé le 5 mars 2010 à la suite d'un jeu en réalité alternée d'une semaine basé sur les nouveaux correctifs apportés au jeu original. Avant la sortie du jeu sur Steam, l'entreprise met en vente un deuxième jeu en réalité alternée, Potato Sack, portant sur treize titres développés indépendamment, qui aboutit à une parodie de calcul distribué permettant de télécharger Portal 2 dix heures avant sa sortie.
Il est la suite de Portal sorti en 2007. Portal 2 conserve le même système de jeu que Portal, et ajoute de nouvelles fonctionnalités comme les rayons tracteurs, la réflexion de laser, les ponts en lumière, et les gels permettant d'accélérer la vitesse du joueur, de faire rebondir tout élément le percutant ou de placer des portails sur des surfaces sur lesquelles il n'était pas possible d'en créer. Ces gels ont été créés par l'équipe du projet Tag: The Power of Paint du DigiPen Institute of Technology, gagnante de la compétition étudiante au Independent Games Festival de 2009.
Dans la campagne solo, le joueur contrôle la protagoniste Chell, réveillée de sa biostase après plusieurs années, qui doit naviguer dans le centre d'enrichissement d'Aperture Science délabré pendant sa reconstruction par l'ordinateur surpuissant réactivé, GLaDOS, doublée par Ellen McLain en version originale et par Scarlett Perdereau en version française. Le jeu introduit de nouveaux personnages comme Wheatley et Cave Johnson respectivement interprétés en version originale par Stephen Merchant et J. K. Simmons, et par Guillaume Lebon et Paul Borne en version française. Jonathan Coulton et le groupe The National produisent chacun une chanson pour le jeu. Portal 2 comprend également un mode coopératif à deux joueurs, dans lequel les personnages Atlas et P-Body reçoivent chacun un générateur de portails et doivent travailler ensemble afin de résoudre des énigmes et trouver une échappatoire. Valve publie, après la sortie du jeu, une aide comprenant du contenu téléchargeable supplémentaire et un éditeur de carte simplifié pour permettre aux joueurs de créer et de partager des salles de tests avec d'autres.
Même si certaines critiques expriment, dans un premier temps, des réserves concernant la difficulté de trouver une suite complète au premier opus, Portal 2 est très bien accueilli par l'ensemble de la presse spécialisée. Le scénario du jeu, son rythme et son humour noir sont présentés comme des éléments uniques, et les spécialistes saluent le travail apporté aux voix de GLaDOS, de Wheatley et de Cave Johnson. Les nouveaux éléments du système de jeu, la courbe d'apprentissage du jeu, difficile, mais surmontable, et le nouveau mode coopératif, sont également soulignés. Certains journalistes du domaine vidéoludique listent le jeu parmi les meilleurs de l'année 2011, voire comme le meilleur de tous les temps. Le 25 janvier 2014, Portal 2 recense près de quatre millions d'exemplaires vendus, tous supports non numériques confondus.

## Scénario

### Trame
La série Portal se déroule dans le même univers que Half-Life qui est une série de jeux vidéo de tir à la première personne développé par le même éditeur, Valve. Les événements de Portal se passent entre le premier et le deuxième opus des Half-Life. L'histoire de Portal 2 se déroule, quant à elle, « longtemps après » les événements de Portal et de Half-Life 2.
Avant Portal, le laboratoire Aperture Science menait des expériences déterminant la capacité des sujets humains à naviguer en toute sécurité dans de dangereuses « chambres de test », jusqu'à ce que l'intelligence artificielle régissant le laboratoire, GLaDOS, libère une neurotoxine mortelle à travers tout le centre, tuant sujets de test et scientifiques, à l'exception de Doug Rattmann. À la fin du premier opus, la protagoniste Chell détruit GLaDOS et échappe momentanément à l'établissement. Mais elle y est reconduite par une forme invisible à la voix robotique, identifiée plus tard par le scénariste Erik Wolpaw comme le « Robot Escorteur ». Une bande dessinée promotionnelle, Lab Rat, montre l'ex-employé d'Aperture Science, Doug Rattmann, qui a utilisé des graffitis pour guider le joueur dans Portal, en train de placer Chell en biostase pour lui sauver la vie, jusqu'au début de Portal 2.

### Campagne solo
Chell se réveille dans ce qui semble être une chambre d'hôtel. Il s'agit en fait d'une chambre de relaxation longue durée. Une voix de robot la guide à travers un test cognitif avant qu'elle ne soit rendormie. Lorsqu'elle se réveille de nouveau, de nombreuses années se sont écoulées et le laboratoire d'Aperture Science est délabré et envahi par la végétation. Wheatley, un robot chargé de l'entretien du personnel en stase, déplace la salle, une des centaines stockées dans un immense entrepôt, et aide la protagoniste à s'échapper en passant par des salles de tests,. Durant leur fuite, ils réveillent accidentellement GLaDOS (principalement à cause de Wheatley) qui s'empresse de les séparer et de reconstruire le laboratoire,.

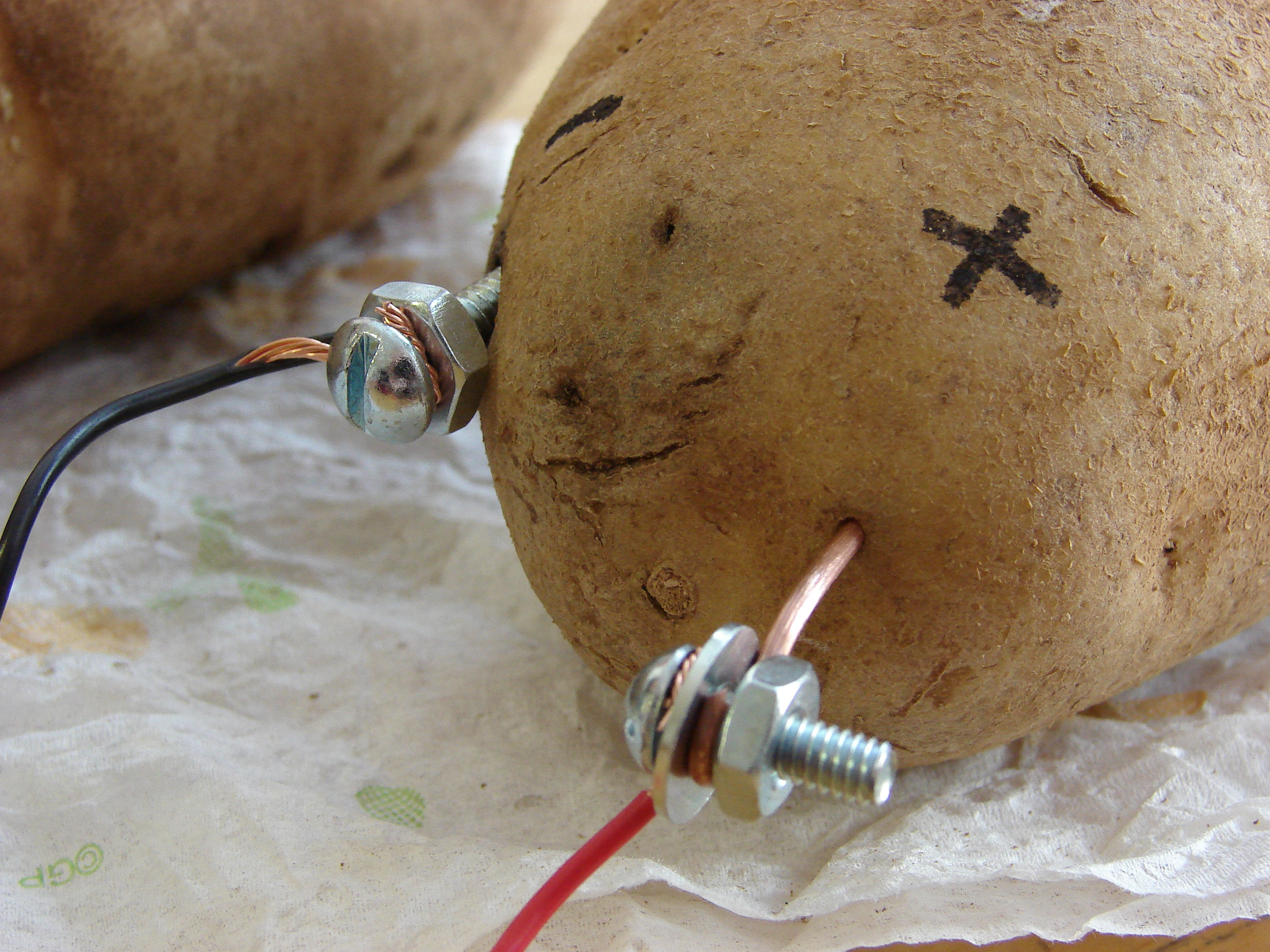
À un moment du jeu, Wheatley transfère le système de GLaDOS dans des piles en pomme de terre.

Cela fait, GLaDOS soumet Chell à de nouvelles courses d'obstacles jusqu'à ce que Wheatley la fasse s'échapper et sabote la production de la neurotoxine ainsi que l'usine de fabrication des tourelles avant de se confronter à GLaDOS, après quoi Chell effectue un « transfert de noyau » en plaçant Wheatley à la tête du laboratoire. Cependant, le robot devient ivre de puissance et affirme avoir fait tout le travail tandis que Chell n'a rien fait, ce à quoi GLaDOS, maintenant impuissante, répond en défendant Chell. Wheatley place ensuite GLaDOS sur un module alimenté par une pomme de terre. GLaDOS déclare alors que Wheatley est une « sphère d'amortissement de l'intelligence », qui produit en grande quantité des pensées illogiques, la rendant moins intelligente, afin d'empêcher GLaDOS de tenter d'éliminer toute vie au sein du centre. Refusant d'admettre ceci, Wheatley pousse Chell et GLaDOS dans une cage d'ascenseur menant au plus bas niveau des laboratoires, des kilomètres sous terre. À partir de là, Chell monte à travers les laboratoires en construction et les décors passent lentement du style des années 1950 à celui vu au début du jeu. Des enregistrements audio du fondateur d'Aperture Science, Cave Johnson, sont diffusés périodiquement et apprennent au joueur que Johnson est devenu de plus en plus aigri et dérangé au fur et à mesure que son entreprise perdait argent et prestige à cause de l'espionnage industriel de Black Mesa, la société de Half-Life et qu'il est mort empoisonné par de la poussière de lune, après quoi son assistante Caroline est devenue cobaye pour une expérience consistant à transférer l'esprit humain à l'intérieur d'un ordinateur, et elle est finalement devenue GLaDOS. Chell et GLaDOS s'unissent alors à contre-cœur pour arrêter Wheatley avant que son incompétence détruise les laboratoires. Au cours de leur avancée, GLaDOS se rend compte, troublée, de sa véritable identité, celle de Caroline.
Ainsi Chell et GLaDOS reviennent à la zone moderne et font face à Wheatley qui est contrôlé par le logiciel de GLaDOS et leur font passer des tests mortels auxquels Chell échappe. Pendant leur confrontation finale, Chell réussit à brancher trois processeurs corrompus sur Wheatley, déclenchant la procédure de « transfert de noyau » et permettant à GLaDOS de se brancher comme processeur de substitut. Le réacteur nucléaire du laboratoire étant sur le point d'exploser, le toit s'effondre laissant place au ciel de la nuit permettant à Chell de placer un portail sur la surface de la Lune. Ce portail crée une dépressurisation aspirant Wheatley et Chell à l'intérieur de l'autre portail, présent dans la chambre de test. GLaDOS ramène Chell sur Terre, où elle s'évanouit, et laisse Wheatley en orbite dans l'espace.
Lorsque Chell se réveille, GLaDOS affirme avoir découvert de précieuses leçons sur l'humanité en étant Caroline, puis elle supprime les fichiers de Caroline et retourne à son attitude habituelle. Cependant, partant du postulat que la meilleure solution est souvent la plus simple, elle refuse de tuer Chell, ayant du mal à le faire, et la libère. Chell traverse alors le bâtiment au moyen d'un ascenseur bercée par la chanson Cara Mia Addio diffusée par les tourelles robotiques des laboratoires. À la surface, elle se retrouve dans un champ de blé après être sortie d'un hangar en tôle ondulée, puis un cube carbonisé, que le joueur avait été obligé de détruire alors qu'il avait été un compagnon dans le premier opus, est expulsé par la porte derrière elle,.
La scène après le générique montre Wheatley qui, flottant désespérément dans l'espace avec un autre processeur corrompu obsédé par l'espace autour de lui, regrette sincèrement d'avoir trahi Chell et ce malgré le fait qu'il a été envoyé dans l'espace,.

### Campagne coopérative
L'histoire de la campagne coopérative se déroule après celle de la campagne solo et possède quelques liens avec elle, même si les joueurs ne sont pas tenus de les réaliser dans l'ordre. Les personnages jouables, Atlas et P-Body, sont des robots bipèdes qui doivent traverser tous les deux cinq ensembles de chambre de test, chacun avec un générateur de portails. Après avoir terminé une chambre de test, les deux robots sont démontés puis remontés dans la prochaine chambre. Les casse-têtes de chaque ensemble de chambres se concentrent sur une technique particulière permettant de les résoudre. Dans les quatre premiers sets, GLaDOS oblige les robots à s'aventurer à l'extérieur des laboratoires d'Aperture afin de récupérer des disques de données. Puis elle les détruit et restaure leurs souvenirs dans de nouveaux corps, ce qui arrive aussi quand ils meurent dans une chambre de test. Au début, GLaDOS est enthousiaste d'avoir des sujets de test non humains, mais au fur et à mesure elle s'en aigrit car les deux robots ne peuvent pas réellement mourir.
À la fin de l'histoire, les deux robots obtiennent le droit d'entrer dans la chambre où sont stockés de nombreux humains en biostase. GLaDOS remercie les robots d'avoir trouvé où étaient entreposés les humains qu'elle considère comme de potentiels nouveaux sujets de test, puis, elle détruit les deux protagonistes.

## Système de jeu
Portal 2 est un jeu vidéo de puzzle en vision subjective. Les joueurs prennent le rôle de Chell dans la campagne solo, d'un des deux robots Atlas et P-Body, dans la campagne coopérative ou celui d'un humanoïde simple dans les casse-têtes développés par la communauté. Ces quatre personnages peuvent explorer leur environnement et interagir avec certains éléments de celui-ci. Les personnages peuvent résister à un nombre limité de dégâts mais meurent après une sérieuse blessure. Il n'y a aucune conséquence à tomber sur une surface solide grâce à des bottes amortissant les chocs, mais un personnage tombé dans un gouffre ou dans un liquide toxique sera immédiatement tué. Lorsque Chell meurt dans la campagne solo, le jeu redémarre au plus récent checkpoint. Dans le mode coopératif, le robot ressuscite quelques secondes après sa mort sans avoir à refaire le casse-tête. Le but des deux modes de jeu est d'explorer les laboratoires d'Aperture Science, un complexe labyrinthe mécanisé. La majeure partie du jeu se déroule dans des chambres de test modulaires avec des entrées et des sorties clairement définies, mais une petite partie, où les objectifs sont plus vagues, se passe en arrière-scène des zones de test.

Portal 2 invite les joueurs à utiliser la téléportation pour traverser des parcours d'obstacles. L'impulsion ne change pas lors du passage à travers un portail. Ainsi un mouvement vertical sera converti en mouvement horizontal.

Les premiers niveaux servent au joueur à appréhender les contrôles des mouvements et lui indiquer comment interagir avec l'environnement. Le joueur doit résoudre des casse-têtes en utilisant un générateur de portails ressemblant à un fusil qui permet de créer deux portails, un bleu et un orange, reliant deux surfaces blanches, continues et plates. Ces surfaces blanches, composées de roches lunaires, sont les seules surfaces du jeu sur lesquelles il est possible de poser des portails. Le joueur peut utiliser ces portails pour se déplacer entre les chambres de tests, ou pour faire « voler » des objets ou leur corps sur une courte distance. Les contours des portails placés sont visibles à travers les murs et autres obstacles afin de les localiser facilement,.
Les éléments du jeu comprennent des « rayons thermodécourageants » (lasers), des « halos d'excursion » (rayons tracteurs) et des « ponts de lumière tangible », chacun de ceux-ci pouvant être transporté à travers des portails,,,. Les « plaques de foi aériennes » propulsent le joueur ou les objets à travers les airs et parfois dans des portails. Le joueur doit désactiver des tourelles ou éviter leur ligne de mire. Le cube de stockage lesté a été redessiné et le jeu marque l'apparition de nouveaux types de cubes : le cube anti-découragement possédant des lentilles prismatiques qui redirigent les faisceaux lasers, et le cube de sécurité sans bords qui est en réalité une sphère,. Le cube de voyage lesté décoré avec des cœurs, présent dans le premier opus, fait une courte réapparition. Une des premières vidéos de présentation de Portal 2 montre l'utilisation d'un conduit pneumatique de diversité mais finalement cet objet n'apparaît pas dans le jeu final,,,. Tous ces éléments du jeu permettent de déverrouiller des portes ou d'aider, ou d'empêcher, le joueur d'atteindre la sortie.
Le jeu comporte également trois sortes de gels, semblables à de la peinture, qui sortent de tuyaux et qui peuvent être transportés à travers les portails et les « halos d'excursion ». Ils permettent de conférer certaines propriétés aux surfaces ou objets enduits. Les joueurs peuvent utiliser le gel propulsif orange pour parcourir la surface enduite plus rapidement, le gel répulsif bleu pour rebondir sur la surface et le gel conversif blanc composé de roches lunaires broyées pour permettre à la surface d'accepter les portails,. Certaines surfaces comme les grilles ne peuvent être enduites de gel. L'eau peut bloquer ou enlever les gels, rendant la surface ou l'objet à son état normal.
Le jeu comprend un mode coopératif à deux joueurs. Les deux joueurs peuvent utiliser la même console au moyen d'un écran partagé. Ils peuvent aussi utiliser deux ordinateurs ou consoles distincts, quel que soit leur système d'exploitation. Un patch sorti en 2012 permet aux joueurs utilisant Windows et Mac OS X de se servir d'un écran partagé. Chacun des personnages des deux joueurs est un robot qui possède générateur de portails et qui peut utiliser les portails posés par l'autre joueur. Les contours des portails de chaque joueur sont de couleurs différentes, ceux d'Atlas sont bleu et violet et ceux de P-body sont orange et rouge,. Une chambre d'étalonnage dans laquelle les joueurs sont séparés leur permet d'apprendre à utiliser les outils de communication et les portails. La plupart des chambres suivantes sont moins structurées, et les joueurs doivent conjuguer leurs portails pour rediriger des lasers ou des halos, pour se propulser ou pour d'autres manœuvres. Le jeu permet aux deux joueurs de communiquer entre eux, et les joueurs en ligne peuvent temporairement utiliser un écran partagé pour mieux coordonner leurs actions. Un joueur peut pointer des murs ou des objets pour attirer l'attention de son partenaire vers ceux-ci, commencer un compte à rebours pour les actions synchronisées, ou effectuer des gestes en même temps,,. Le jeu liste chacune des chambres complétées par le joueur, lui permettant ainsi de les rejouer avec d'autres partenaires.
Le scénariste principal de Portal 2, Erik Wolpaw, estime la durée de jeu de chaque campagne à environ six heures. Portal 2 présente des commentaires des développeurs, scénaristes et designers. Ces commentaires, accessibles une fois le jeu terminé, apparaissent sous formes d'icônes dispersées à travers les chambres. Selon Valve, les deux campagnes sont deux à deux fois et demi plus longues que la campagne du premier opus,,.

## Développement
Après le succès de Portal, Valve décide de faire de Portal 2 un jeu sans rapport avec l'opus précédent, en partie à cause de la pression exercée par d'autres développeurs de Valve qui désirent travailler sur un opus de Portal. Le développement commence immédiatement après la sortie de Portal. Valve investit davantage d'argent dans le développement de Portal 2 par rapport au premier jeu ; Portal était développé par une équipe de sept à huit personnes alors que Portal 2 compte une équipe de plus de trente personnes,,. L'équipe initiale de quatre personnes est élargie et répartie sous forme de sous-groupes pour pouvoir concevoir indépendamment les mécanismes de jeu et tracer les grandes lignes de l'histoire. Selon Erik Wolpaw, certains développeurs de Portal 2 ont aidé les développeurs de Left 4 Dead à respecter leurs délais, et sont revenus sur Portal 2 accompagnés par « des personnes supplémentaires dans la remorque ». Kim Swift, designer de Portal, quitte Valve pour Airtight Games au milieu du développement de Portal 2.
Erik Johnson, le chef de projet, déclare que le but de Valve concernant Portal 2 est de trouver un moyen de « surprendre à nouveau » les joueurs, ce qu'il considère comme une perspective « assez terrifiante ». En mars 2011, un mois après la sortie du jeu, Gabe Newell, le président de Valve désigne Portal 2 comme « le meilleur jeu que nous ayons jamais fait ». Après la sortie du jeu, Geoff Keighley écrit que selon Newell, « Portal 2 sera probablement le dernier jeu de Valve avec une campagne solo isolée. » Le journaliste ajoute plus tard que l'utilisation de « probablement » suggère que « cela peut changer ». Newell complète que Valve « n'abandonne pas du tout le mode solo », mais a l'intention d'inclure plus de fonctionnalités sociales dans la campagne solo, qui s'apparenteront à celles du mode coopératif de Portal 2.

### Conception
Très tôt lors de son développement, l'équipe décide d'exclure l'utilisation de portails dans Portal 2. Pendant cinq mois, les membres se concentrent sur une mécanique appelée « F-Stop », dont les spécificités sont toujours inconnues, les développeurs souhaitant les garder secrètes afin de les utiliser dans un nouveau jeu,. Même si le nouveau mécanisme est plutôt apprécié des testeurs, ceux-ci regrettent la disparition des portails. À la suite d'un article dans Kotaku concernant certains aspects de l'intrigue du jeu ayant été divulgués, Newell demande à l'équipe de revoir certains points de Portal 2, notamment l'absence des portails.
Erik Johnson déclare que l'objectif de Valve n'est pas de faire de Portal 2 un jeu plus difficile que son prédécesseur, mais de produire « un jeu où vous vous sentez vraiment intelligent lorsque vous résolvez » un niveau. Portal 2 permet au joueur d'en appréhender les mécanismes pas à pas à travers deux types basiques de chambre de test. Le premier type, que Valve appelle « checklisting », offre au joueur un environnement relativement sûr pour expérimenter un nouveau mécanisme de jeu. Le second type combine des éléments déjà explorés dans le premier type de chambre de façon différente, afin d'obliger les joueurs à penser latéralement, offrant des énigmes stimulantes et enrichissantes. Dans un premier temps, les chambres sont dessinées en perspective axonométrique sur un tableau blanc. Ensuite, les développeurs effectuent sur celles-ci un contrôle de validité avant de les concevoir informatiquement grâce à un logiciel appelé Hammer Editor. Des tests approfondis assurent enfin que les solutions des chambres ne sont ni trop évidentes, ni trop difficiles et permettent de découvrir des solutions alternatives. En se basant sur ces résultats, l'équipe de conception retient ou supprime ces solutions suivant leur difficulté. Ces versions rééditées sont ensuite renvoyées aux testeurs pour vérifier que les nouveaux éléments n'empêchent pas de trouver la solution. D'autres échanges ont lieu entre les testeurs et les concepteurs jusqu'à ce que tous les problèmes soient résolus. Certains éléments du premier jeu sont modifiés pour s'adapter à Portal 2. Ainsi, les joueurs de Portal connaissent les mécanismes du nouveau jeu et doivent, comme les débutants, s'entraîner à de nouvelles techniques. Par exemple, les sphères d'énergie utilisées dans le premier jeu sont remplacées par des lasers qui rétroagissent immédiatement, réduisant le temps d'appréhension de cette technique dans le jeu.
Les concepteurs construisent plusieurs des premières chambres de test de Portal 2 en réutilisant et accentuant la décomposition et l'effondrement des chambres de Portal pour donner aux joueurs du premier opus un sentiment de nostalgie et l'impression d'être dans le monde du jeu. L'équipe de développement décide de remplacer les textures de basse résolution utilisées dans le premier jeu avec une résolution bien supérieure que le moteur de jeu mis à jour peut soutenir. Les sections entre les chambres de test de la campagne solo prennent place dans de grands espaces dans lesquels la plupart des surfaces ne peuvent recevoir de portails, ce qui oblige les joueurs à trouver d'autres façons de les rejoindre. La majeure partie de l'architecture de ces sections est inspirée des photos de complexes industriels comme le CERN, la NASA ou encore les structures abandonnées du programme spatial soviétique. Selon le scénariste Jay Pinkerton, dans la partie finale du jeu, où Wheatley contrôle Aperture, « les concepteurs de niveau se sont éclatés » en créant des chambres détraquées qui reflètent la stupidité de Wheatley. Les développeurs reconnaissant que la résolution des énigmes fatiguerait les joueurs mentalement, ils insèrent des « expériences » occasionnelles pour leur offrir un répit et leur permettre d'avancer dans l'intrigue.
Portal 2 utilise une mécanique de jeu dérivée de Tag: The Power of Paint : des gels semblables à de la peinture donnent des propriétés particulières aux surfaces ou objets qu'ils recouvrent. Impressionné par Tag, Valve embauche ses créateurs dans un premier temps pour qu'ils développent davantage cette mécanique puis seulement après décide de l'inclure dans Portal 2. Le vice-président du marketing de Valve déclare que « la décision de combiner leur technique avec Portal 2 est venue naturellement ». Les journalistes comparent Tag à Narbacular Drop, le projet étudiant de DigiPen, devenu Portal,,. Les gels de répulsion et de propulsion de Portal 2 proviennent de Tag. Le troisième gel de Tag, qui permet au personnage de marcher sur la surface recouverte quelle que soit la gravité, donnant aux testeurs le mal de mer, est donc remplacé par le gel de conversion, qui permet de fusionner cette mécanique avec celle des portails. Les gels donnent aux joueurs plus de contrôle sur l'environnement, ce qui augmente le défi pour les concepteurs des casse-têtes. Le comportement des gels est obtenu en utilisant des techniques de dynamique des fluides, spécialement conçues par l'équipe de Tag chez Valve,.
Portal 2 utilise des techniques avancées de rendu développées pour Left 4 Dead 2 notamment pour les bassins remplis de liquide. Le jeu combine des surfaces « coulantes » pour imiter le mouvement de l'eau avec des surfaces de « débris flottants » et avec des bruits aléatoires pour créer un rendu en temps réel réaliste des effets de l'eau.
Le mode coopératif est l'aboutissement d'une demande des joueurs, et de la prise en compte d'anecdotes de joueurs travaillant sur le même ordinateur à la résolution des puzzles du premier opus. Wolpaw compare ces anecdotes aux joueurs jouant ensemble sur le même ordinateur à des jeux d'aventure graphique,,. La campagne coopérative est également inspirée des jeux coopératifs Left 4 Dead de Valve, desquels les joueurs aiment partager leur expérience. Tandis que la campagne solo de Portal 2 est conçue pour éviter la frustration du joueur, les niveaux coopératifs se concentrent sur la coordination et la communication, et Valve reconnaît qu'ils sont bien plus difficiles que les niveaux pour un joueur. Valve décide de ne pas introduire de niveaux chronométrés dans les campagnes solo de Portal et de Portal 2, mais les développeurs constatent rapidement que leur inclusion dans le mode coopératif est efficace et donne aux joueurs un sentiment positif après avoir correctement planifié et exécuté des manœuvres difficiles. Chaque chambre du mode coopératif nécessite quatre portails pour être résolues, ceci afin de ne pas être terminée par les actions d'un seul joueur. Dès qu'un des testeurs découvre un moyen de compléter le puzzle avec un seul jeu de portails, le niveau est renvoyé aux concepteurs pour être durci,. Sauf dans quelques cas, Valve conçoit les chambres de manière que les joueurs puissent continuer à se voir dans le but de favoriser la communication et la coopération. Certains des niveaux sont conçus asymétriquement : un joueur doit manipuler des portails et des commandes pour permettre à l'autre joueur de traverser la salle, soulignant que les deux personnages, tout en travaillant ensemble, sont des entités distinctes. Les concepteurs se rendent rapidement compte que la possibilité de pointer des surfaces avec des icônes d'instruction pour son partenaire est un élément nécessaire, trouvant cela plus efficace que de simples instructions verbales.
Valve a aussi pensé ajouter un mode compétitif à Portal 2. Selon Wolpaw, ce mode aurait été semblable au jeu vidéo Speedball : une équipe tenterait de transporter une balle d'un côté du terrain de jeu à l'autre en utilisant des portails, pendant que l'autre équipe essaierait de les en empêcher en utilisant leur propres portails. Les matchs commenceraient avec cet objectif, mais tourneraient rapidement au chaos. Mais les développeurs se sont vite rendus compte que les joueurs préféreraient résoudre des énigmes ensemble et ainsi abandonnèrent ce projet au profit du mode coopératif.

### Scénario

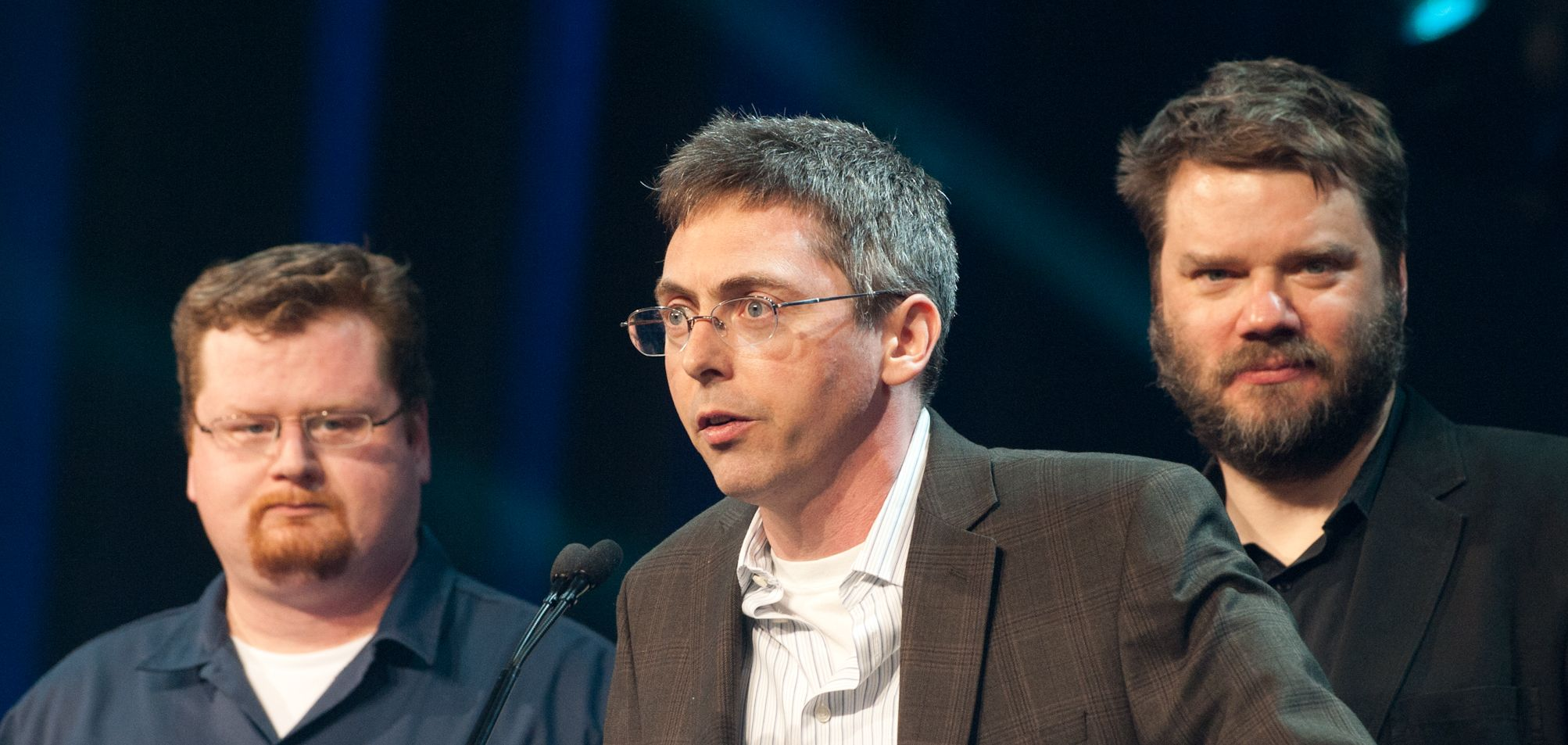
Les scénaristes, de gauche à droite, Jay Pinkerton, Erik Wolpaw et Chet Faliszek, recevant leur récompense de la meilleure narration pour Portal 2 au Game Developers Conference de 2012.

Erik Wolpaw, Jay Pinkerton un vétéran du National Lampoon, et le scénariste de Left 4 Dead Chet Faliszek, sont les scénaristes de Portal 2. Wolpaw et Pinkerton écrivent l'histoire de la campagne solo, tandis que Faliszek s'occupe des répliques de GLaDOS pour la campagne coopérative. Le jeu contient treize mille lignes de dialogue. Les scénaristes estiment nécessaire la création d'une histoire plus riche permettant un jeu autonome et plus « intime », notamment en évitant l'ajout superflu de nouveaux personnages. Ils déclarent avoir élargi la « stérilité et la sécheresse » du premier opus et avoir ajouté plus d'humour au script. Erik Wolpaw remarque que certains des développeurs avaient déjà travaillé sur des jeux artistiques mais qu'aucun n'avait eu l'occasion de s'essayer à un jeu vidéo comique. Le développement de l'histoire du jeu se coordonne étroitement avec le développement et les essais du système,.
Les développeurs envisagent dans un premier temps Portal 2 comme une préquelle à Portal qui se déroulerait dans les années 1950, bien avant que GLaDOS n'ait repris Aperture Science, avec des événements déclenchés par l'enfermement du directeur d'Aperture, Cave Johnson, dans un ordinateur. Johnson aurait créé une armée de robots qui se battrait contre le joueur pour l'empêcher de prendre le pouvoir d'Aperture,. En juin 2008, le blog Kotaku, grâce à des fuites, annonce que les producteurs de Valve sont à la recherche d'une voix pour Johnson, qu'ils définissent comme étant une intelligence artificielle et identifient le jeu à une préquelle,. Valve attribue ces fuites à un « agent trop zélé ». À la suite d'un retour négatif des testeurs à propos de la disparition de Chell et de GLaDOS, Portal 2 est revu comme une suite. L'équipe réutilise l'idée de la découverte des parties des premiers jours d'Aperture en emmenant le joueur dans les tréfonds du bâtiment, et réincorpore Johnson grâce à une série d'enregistrements diffusés dans cette partie du laboratoire.
Les scénaristes conçoivent initialement plusieurs fins humoristiques au jeu si le joueur effectue certaines actions, mais celles-ci, demandant trop d'efforts de développement pour un faible retour, sont abandonnées. L'une de ces fins était déclenchée par le tir d'un portail sur la surface de la Lune qui provoquait la mort par asphyxie du joueur sur une chanson de clôture. Finalement l'idée de la création d'un portail sur la Lune est gardée pour la cinématique finale officielle. Les scénaristes prévoient que Chell ne dirait qu'un seul mot pendant la scène finale, mais l'idée n'est cependant plus considérée comme amusante et est abandonnée. Dans une première version du script, Chell trouve une « tribu » perdue de tourelles à la recherche de leur chef, une énorme tourelle « reine » qui peut être vue dans les vidéos de la version collector du jeu. Si Chell arrive à les réunir, la Reine des tourelles aurait marié Chell à une tourelle qui l'aurait suivi pendant tout le jeu. Le scénario de la campagne coopérative devait être plus détaillé. Celui-ci devait comprendre une scène pendant laquelle GLaDOS envoie deux robots découvrir les artefacts humains, comme dans une bande dessinée basée sur un pastiche de Garfield. Finalement, les scénaristes reconnaissent que, contrairement au besoin de capter l'attention des joueurs dans la campagne solo par une histoire passionnante, les deux joueurs du mode coopératif peuvent simplement commenter l'histoire en direct et celle-ci se résume donc aux éléments de base.
Erik Wolpaw déclare que même si de nombreux éléments de l'histoire de Portal sont réutilisés dans Portal 2, il ne s'est pas servi de certains mèmes comme celui de la phrase souvent répétée, « le gâteau est un mensonge ». Il se justifie en disant : « Si vous pensiez que vous en aviez marre des mèmes, j'en avais marre avant vous ». Cependant, « il ne résiste pas à glisser juste une » référence au gâteau. Les scénaristes n'essayent ni de prédire ni d'écrire de nouveaux mèmes : « vous ne pouvez pas vraiment planifier qu'un [dialogue peut devenir un mème] parce que si vous le faites, il semblera bizarre et pas naturel », ajoute Erik Wolpaw. Ainsi Portal 2 produit ses propres mèmes, comme le processeur corrompu à la personnalité obsédée par l'espace.
Les scénaristes considèrent les laboratoires d'Aperture Science comme un personnage à part entière. Ils sont décrits comme un « endroit vivant, respirant », ainsi que comme une « entreprise de science devenue folle à cause de la science »,. Dans la bande dessinée Lab Rat, la faculté est dépeinte comme un lieu « terrible et magnifique », « un amalgame métastasé de modules, d'ajouts et de crédits construit lui-même à partir de lui-même ».
Richard McCormick du magazine PlayStation 3 compare certains éléments de l'histoire de Portal 2 au mythe de Prométhée. Il explique que GLaDOS est une personnification de Prométhée, qui accorde la connaissance à l'humanité, sous la forme de générateur de portails, puis qui en est punie en étant attachée à un rocher, picorée par les oiseaux et jetée dans les fosses de Tartare. Il relie aussi Wheatley au stupide frère de Prométhée, Épiméthée. Dans le jeu, une tourelle fait référence au mythe de Prométhée, le mot « Tartare » est visible sur les colonnes de soutiens des profondeurs d'Aperture Science, et un portrait de Cave et Caroline montre Eschyle, l'auteur présumé de Prométhée enchaîné. Les journalistes et les joueurs trouvent aussi des relations entre Portal 2 et Half-Life 2. Dans Portal 2, une expérience téléporte accidentellement le cargo d'Aperture Science, le Borealis, à la position dans laquelle il est découvert à la fin de Half-Life 2: Episode Two,.

### Personnages
Même si Portal 2 introduit de nouveaux personnages, les auteurs veulent maintenir les relations particulières entre chaque personnage et le personnage jouable. Valve explore relativement tôt dans le processus de développement la possibilité d'introduire un nouveau personnage jouable dans Portal 2. Les testeurs acceptent de jouer avec un personnage différent du premier jeu, mais ils se retrouvent désorientés lorsque GLaDOS ne les reconnaît pas. L'équipe décide alors de réutiliser Chell, protagoniste de Portal. Les designers de Valve expérimentent de nouvelles tenues pour Chell et décident de changer sa nationalité. Ils retournent finalement à la salopette orange « déshumanisante » de Portal avec le haut noué autour de la taille pour améliorer sa liberté de mouvement et l'aider à « mieux se démarquer en tant qu'individu ». Le magazine PlayStation 3 trouve la nouvelle tenue « paradoxalement sexy ». Tout comme dans le premier opus, le visage et le corps de Chell sont basés sur ceux de l'actrice et réalisatrice hawaïenne Alésia Glidewell. Chell continue son rôle d'observatrice silencieuse, paradoxe avec la folie répandue autour d'elle.

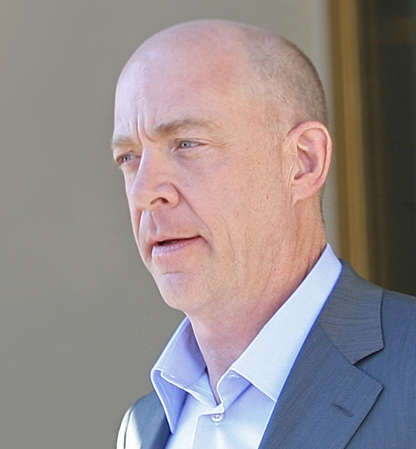
J. K. Simmons donne sa voix à Cave Johnson, le PDG excentrique d'Aperture Science.

Dans le cadre de son arc scénaristique, l'intrigue mène GLaDOS de la colère qu'elle a contre Chell à cause de ses actions dans Portal, dont Wolpaw déclare qu'elle « va vieillir assez vite », à une lutte interne. La réutilisation de la voix de Ellen McLain conduit à la création d'un arrière-plan et d'une intrigue secondaire quant à la création de GLaDOS. Les développeurs paniquent quand ils réalisent que leurs plans pour que Chell et GLaDOS puissent se titiller l'un l'autre ne fonctionneraient que si les deux personnages parlent. Pour y remédier, ils créent l'intrigue secondaire qui concerne Caroline pour donner à GLaDOS un problème externe à traiter et faire avancer l'histoire au milieu du jeu.
Les scénaristes décident d'introduire environ six noyaux de personnalités stockés dans des sphères volantes, dont la fonction principale est de faire avancer l'histoire,. Ils prévoient, entre autres, des personnalités basées sur les personnages de Red du film Les Évadés, interprété par Morgan Freeman, et de Quint tiré de Les Dents de la mer, interprété par Robert Shaw,. Finalement ils décident de ne se concentrer que sur une seule personnalité, Wheatley,,. Karen Prell dirige l'équipe responsable de l'animation de Wheatley et des autres sphères mobiles.
Des photographies de Cave Johnson, basées sur le visage du superviseur de l'animation Bill Fleatcher, apparaissent tout au long de Portal 2. Bien que de nombreuses comparaisons aient été faites entre Cave Johnson et Andrew Ryan, le riche industriel créateur de la ville sous-marine de Rapture dans BioShock, Erik Wolpaw déclare que les scénaristes n'ont pas pensé à ce personnage lors de la création de Johnson. Les personnages robotiques du mode coopératif fournissent plusieurs scènes de mort amusantes, comme celle de l'agonie provoquée par la chute d'un morceau du plafond. Les animateurs font en sorte que le style des robots serve à raconter l'histoire, et le fait qu'ils se tiennent la main souligne le mode coopératif. Des « bruits expressifs » et des mimiques sont utilisés pour remplacer le dialogue, et les deux robots sont conçus comme un duo comique à l'instar de Laurel et Hardy,,,.

### Support matériel

#### Razer Hydra
Sixense développe une version de Portal 2 utilisant la manette Razer Hydra qui permet un meilleur contrôle de certains éléments du jeu. Dix niveaux solo supplémentaires pour cette version sont mis à disposition sur les plateformes de téléchargement. Selon le scénariste Chet Faliszek, les développeurs de Sixense ont passé entre neuf mois et un an chez Valve pour préparer la version native de ces niveaux. Une édition limitée de la version Razer Hydra fait partie d'un package de Portal 2 pour PC.

#### PlayStation 3
L'annonce de la sortie de Portal 2 sur la PlayStation 3 est une réelle surprise, le producteur Gabe Newell ayant critiqué la console auparavant. Cette décision est le résultat d'une frustration croissante envers la politique de Microsoft concernant les contenus sur Xbox 360, notamment la difficulté d'offrir aux joueurs le téléchargement de correctifs ou de nouveaux contenus. Newell considère le produit de Sony comme étant plus ouvert, permettant notamment l'utilisation de fonctionnalités comme la plateforme de distribution numérique Steam. Portal 2 est le premier jeu de la PlayStation 3 à utiliser de nombreuses fonctionnalités de l'interface de développement Steamworks, comme les mises à jour automatiques, le contenu téléchargeable ou le soutien de la communauté. Portal 2 supporte le jeu multiplateformes entre les versions sur PlayStation 3, Windows et Mac OS X.
L'interface de Steam montre les amis de Steam et du PlayStation Network du joueur, avec des succès récompensés par des trophées à la fois de Steam et du PlayStation Network. Sur Steam, les joueurs peuvent débloquer le jeu pour Windows et Mac OS X sans frais supplémentaires,. L'utilisation de Steamworks sur la PlayStation 3 permet à Valve de recueillir, de la part des joueurs, les problèmes qui surviennent après la vente et d'apporter ainsi les mises à jour appropriées. Les développeurs de Valve ne prévoient pas l'intégration d'autres fonctionnalités de la PlayStation 3, comme le support de la télévision en 3D ou du PlayStation Move,. Finalement, en juin 2012, Valve annonce la correction de la version PlayStation 3 pour plus tard cette même année afin de permettre l'utilisation du PlayStation Move, et ajouter le contenu supplémentaire qui avait été développé pour la Razer Hydra, sous le nom de Portal 2 In Motion. Le package sort le 6 novembre 2012 aux États-Unis. Une extension gratuite de la campagne coopérative est ajoutée au package Portal 2 In Motion en juin 2013. Selon Valve, à l'exception des extensions et les différentes fonctionnalités ajoutées à la version PlayStation 3, le jeu de base sur version Xbox 360 est identique.

## Audio

### Bande originale
Portal 2 contient à la fois des musiques composées et générées à la volée par le compositeur de Valve, Mike Morasky,. Le jeu contient également deux chansons, Want You Gone, enregistrée par Jonathan Coulton, utilisée sur le générique de fin de la campagne solo, et Exil Vilify de The National, utilisée en musique de fond d'un des repaires de Doug Ratman,,. L'album complet Songs to Test By, contenant la plupart des musiques du jeu, sort en trois volumes téléchargeables gratuitement entre mai et septembre 2011,. Une édition collector de l'album, comprenant la bande originale de Portal, sort en magasin en octobre 2012.

#### Want You Gone

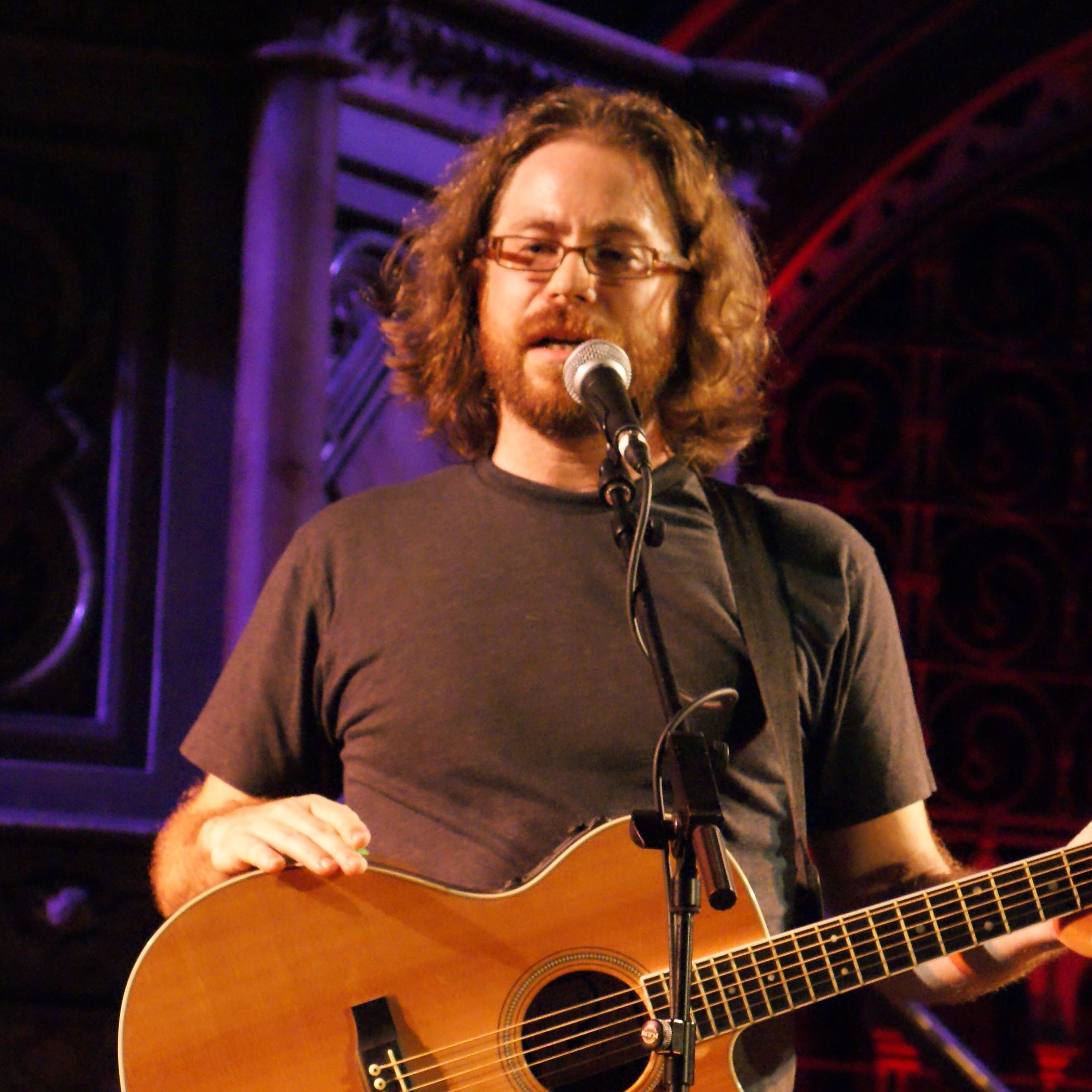
Jonathan Coulton, qui a composé la chanson Still Alive dans le premier Portal, est appelé pour écrire la chanson du générique de Portal 2, Want You Gone.

La chanson Still Alive de Jonathan Coulton, chantée par Ellen McLain, également voix de GLaDOS, pendant le générique de fin de Portal, est considérée comme étant en grande partie responsable de la réussite du jeu. Ainsi, lors du développement de Portal 2, Valve souhaite incorporer plus de musiques dans le jeu, notamment en sollicitant la participation de Jonathan Coulton. Il compose alors une nouvelle chanson pour le générique de fin, Want You Gone, écrite elle aussi du point de vue de GLaDOS. En 2009, alors que la fin de Portal 2 n'est pas encore décidée, Coulton et Wolpaw se concertent à propos de la nécessité d'une chanson de fin et de la façon de créer « un moment d'émotion » comparable à Still Alive. D'autres options sont ainsi considérées, comme plusieurs « chansons humoristiques » ou des fausses fins au jeu. En fin de compte, la fin du jeu, lors de laquelle GLaDOS « rompt » avec Chell, est fixée pendant le dernier trimestre de 2010, et Jonathan Coulton joue au jeu tel qu'il est à ce moment afin d'avoir des idées sur la chanson à écrire. Certains éléments de la fin, comme le passage où il est demandé à Chell de quitter Aperture par la porte claquante derrière elle, conduit à l'élaboration de la phrase principale du refrain : « Avant je voulais ta mort, mais maintenant je veux que tu t'en ailles. » Jonathan Coulton écrit les paroles et compose la musique sur plusieurs jours, assisté de John Flansburgh à la batterie électronique, et l'enregistre avec Ellen McLain aux studios de Valve en janvier 2011.
En plus de son intégration dans l'album de Portal 2, Songs to Test By, Want You Gone chantée par Jonathan Coulton apparaît dans son album sorti en 2011, Artificial Heart.

#### Exile Vilify

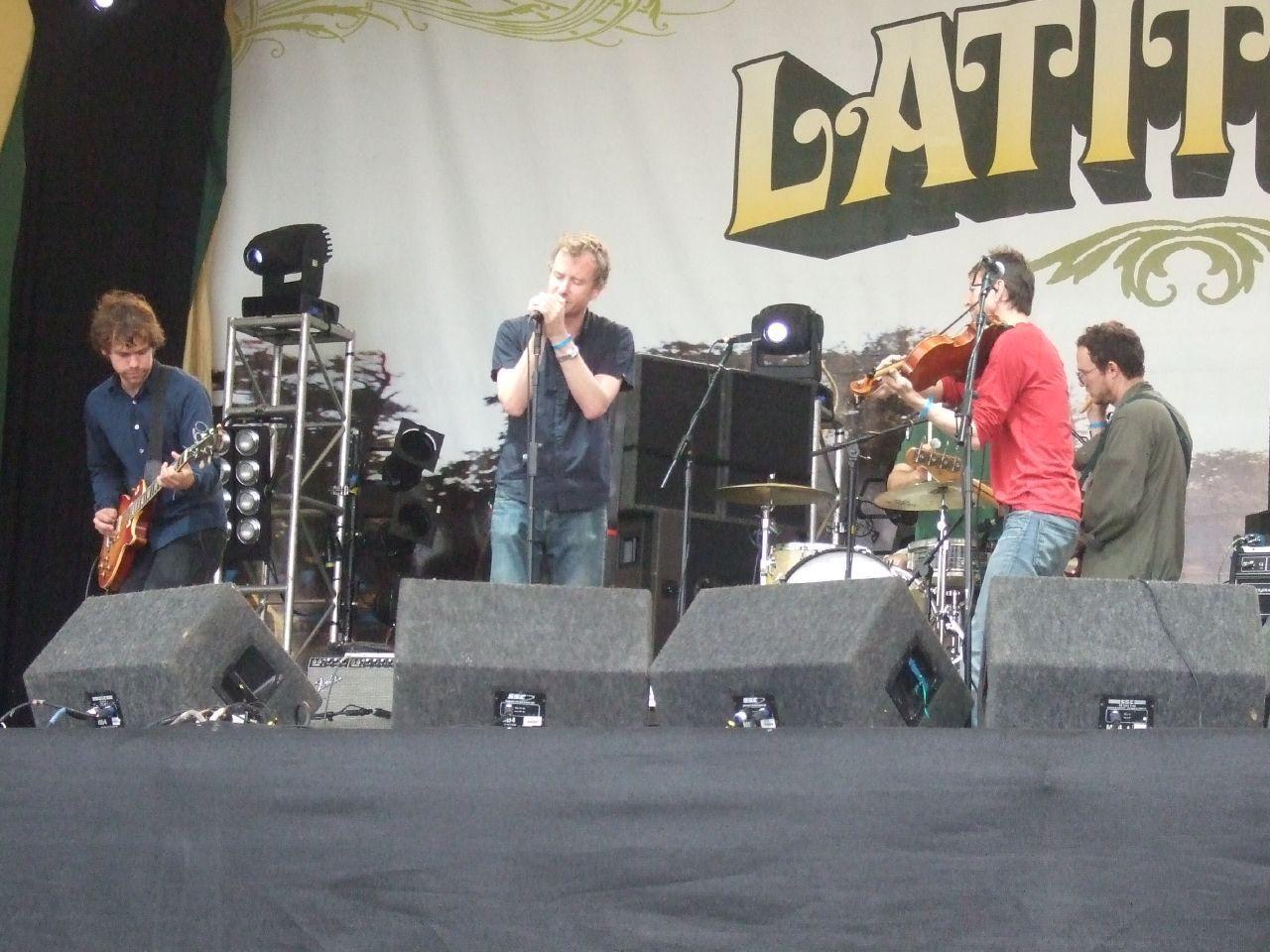
Le groupe The National travaille avec Valve pour créer Exile Vilify utilisé dans un des repaires de l'homme rat dans le jeu.

Le groupe de rock indépendant The National offre une autre chanson originale, Exile Vilify. Les paroles de cette chanson sont composées par le groupe, et vérifiées par Valve afin de s'assurer qu'elles correspondent à l'ambiance du repaire de Dough Rattman, dit « L'homme rat », où elle apparaît dans le jeu,,. The National fait part de leur envie de faire de la musique pour Valve à Bug Music, leur label. Bug Music transmet alors à Valve cette envie, et discute d'autres possibilités pour la musique de ce jeu. Valve et Bug Music décident alors que la « musique brute et émotive » de The National cadrerait bien à l'ambiance de Portal 2 car elle « produit les mêmes réactions viscérales à ses auditeurs que Portal 2 à ses joueurs », selon Julia Betley, porte-parole de Bug Music. Exile Vilify est considérée par le magazine mensuel sur la musique Paste comme « ballade hantée jouée au piano », similaire à la chanson du groupe Think You Can Wait, utilisée dans le film Les Winners. La chanson n'est pas intégrée dans l'album de Portal 2 téléchargeable gratuitement, mais comme un single numérique du groupe.
Après la sortie du jeu, Valve et The National ouvrent un concours pour permettre aux joueurs de créer leur propre clip musical de Exile Vilify, afin de remporter des marchandises Valve et une guitare signée par les membres du groupe. Sur les trois cent vingt vidéos envoyées, Valve en récompense deux du premier prix. Une des vidéos présente une marionnette en chaussette qui « n'a rien à voir avec Portal » mais qui « réussit à capter magnifiquement l'esprit de la chanson » et l'autre offre un récit animé de la bande dessinée Lab Rat,.

#### Musiques d'ambiance
Mike Morasky est le compositeur principal des musiques d'ambiance du jeu. En harmonie avec le thème de Portal 2, Mike Morasky veut créer des musiques qui gardent l'approche « d'un futur passé vu à travers un nouvel objectif », en utilisant par exemple un piano électronique minimaliste ou des chiptunes atténués,. Il souhaite aussi créer des musiques qui sonnent comme si elles étaient composées par un ordinateur, citant l'utilisation « d'arpèges raides, de voix électroniques, de motifs rythmiques impairs, et d'échelles entières de tons » comme un moyen d'atteindre cet objectif. Mike Morasky ajoute également des tourelles chantantes, brièvement aperçues, toutes doublées par Ellen McLain, dans la chanson Cara Mia Addio!, après qu'il s'est rappelé la carrière de chanteuse d'opéra de celle-ci, et avoir utilisé des extraits de ses chansons pour créer quelque chose qui sonnerait synthétiquement. Toute la musique est basée sur des sons synthétiques ou échantillonnés, même la voix de McLain étant échantillonnée afin de la faire sonner comme un ordinateur.
Mike Morasky crée également une génération procédurale, qui compose de la musique en temps réel en fonction des actions du joueur. Ce type de musique est basé sur le succès précédent de la musique d'ambiance utilisée dans la série Left 4 Dead. Certaines musiques sont générées par l'interaction du joueur avec plusieurs objets dans les chambres de test, comme le fait de sauter avec une plaque de foi aérienne. Mike Morasky voit également cette fonctionnalité comme un moyen de fournir une expérience unique aux joueurs, celle de découvrir à la fois les éléments temporels et spatiaux qui modifient la composition de la musique. Il affirme qu'un morceau de musique « ne se répète que toutes les 76 911 années, 125 jours, 7 heures, 56 minutes et 30,3 secondes ».

#### Songs to Test By
Songs to Test By est l'album en trois volumes de Portal 2, contenant pratiquement toutes les musiques du jeu pour une durée totale de 3 heures, 21 minutes et 46 secondes. Le premier volume de l'album sort en téléchargement libre sur Internet le 25 mai 2011, le deuxième le 1er juillet, et le troisième le 30 septembre de la même année,. En plus de l'album, Valve sort plusieurs sonneries de téléphones dans l'esprit de Portal 2.
Une édition collector limitée de quatre disques, Portal 2: Songs To Test By (Collector's Edition), sort en magasin le 30 octobre 2012, sous le label Ipecac Recordings. Les trois premiers disques contiennent les pistes déjà disponibles au téléchargement sur Internet, alors que le quatrième disque contient des musiques du premier Portal composées par Kelly Bailey. L'édition est vendue avec une mini bande dessinée Turret Lullaby.

### Doublage

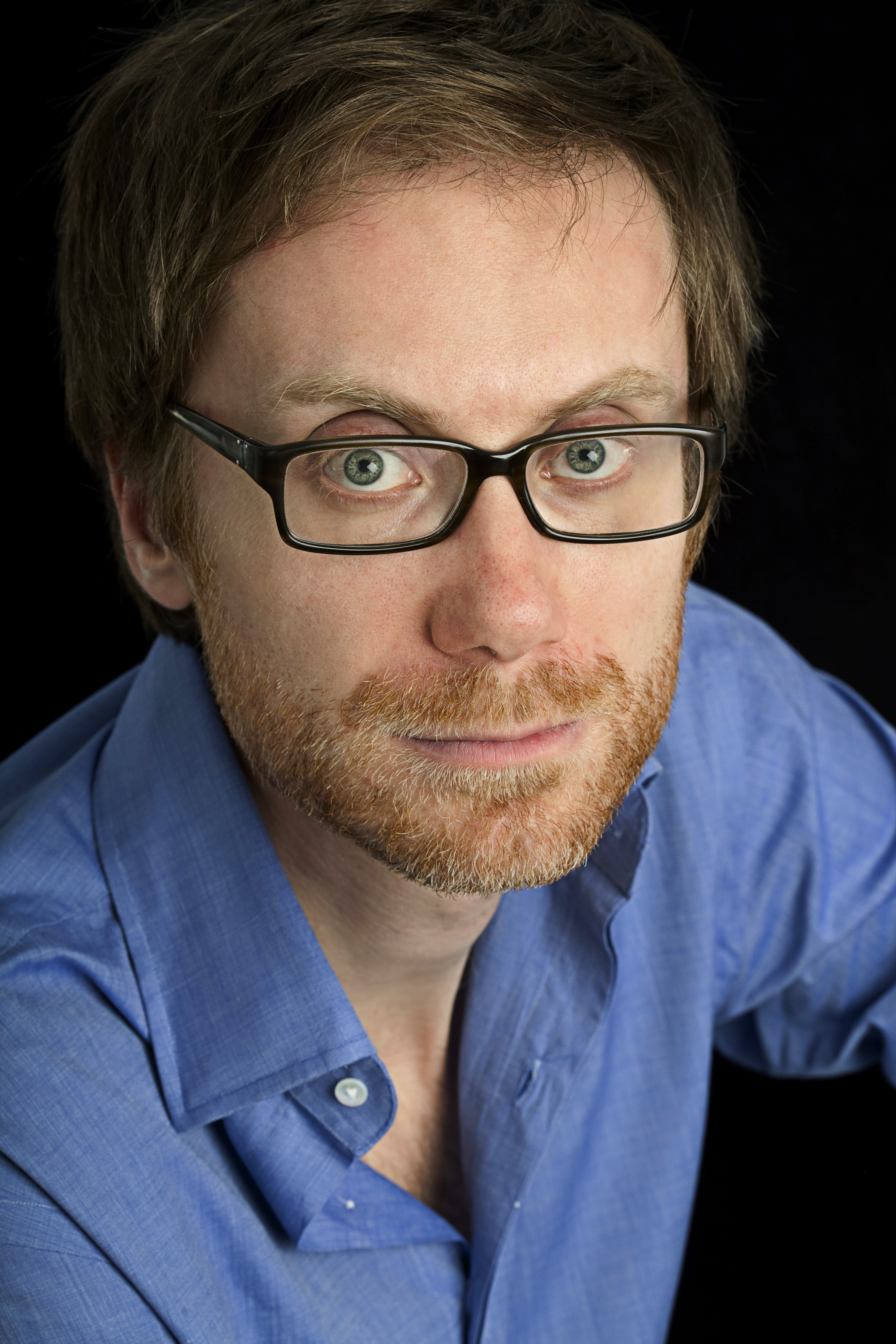
Stephen Merchant prête sa voix à Wheatley en version originale.

GLaDOS revient du premier jeu comme un personnage majeur et le principal antagoniste du jeu. La chanteuse d'opéra, Ellen McLain, lui prête à nouveau sa voix. Les scénaristes estiment nécessaire la création d'un nouveau personnage pour manipuler Cave Johnson, mais ils ne veulent pas engager un nouvel acteur pour le doubler. Ayant déjà recruté Ellen McLain pour interpréter GLaDOS, ils lui demandent de faire la voix de Caroline, l'assistante de Johnson. Le robot Wheatley est doublé par l'acteur britannique Stephen Merchant, même si quelques démonstrations précoces utilisaient la voix de l'animateur de Valve, Richard Lord,,. Les scénaristes écrivent les répliques de Wheatley en pensant à Merchant, citant son unique « silhouette vocale » et sa capacité à improviser de manière « frénétique ». Dans un premier temps, ils pensent que Merchant ne serait pas disponible et contactent le scénariste de la série The IT Crowd, Graham Linehan, pour essayer d'embaucher Richard Ayoade, jusqu'à ce qu'ils apprennent que Merchant est intéressé et disponible. Merchant passe environ seize heures à enregistrer les répliques de Wheatley et les producteurs lui laissent la possibilité d'improviser,.
L'acteur américain J. K. Simmons, habitué à interpréter des rôles de militaires, prête sa voix au fondateur et directeur des laboratoires d'Aperture Science, Cave Johnson. Le choix de Simmons permet de renforcer le développement du personnage. S'ajoutent aussi au cast le chanteur et compositeur Mike Patton dans le rôle du processeur colérique, le musicien Joe Romersa dans celui de l'annonceur et l'acteur Nolan North double les processeurs corrompus et les tourelles défectueuses.
Dans la campagne coopérative, une histoire parallèle implique deux personnages robotiques, Atlas et P-Body, doublés par Dee Bradley Baker, qui a déjà interprété des voix robotiques similaires dans la série Star Wars: The Clone Wars. Les développeurs prévoient initialement d'utiliser Chell comme un nouveau personnage humain appelé Mel. Il est prévu que le dialogue de GLaDOS se moque des « problèmes d'image » des humains, et cet aspect est conservé lorsque les développeurs décident d'utiliser des robots. GLaDOS semble troublée par la coopération des deux robots, et tente de corrompre leur relation en utilisant diverses tactiques psychologiques, comme en ne félicitant ou en ne critiquant qu'un seul des deux compères. Les développeurs de Valve veulent au début que GLaDOS délivre des répliques aux deux joueurs séparément, mais ils se rendent finalement compte que cela nécessite un effort important pour un bénéfice minime. Les scénaristes ajoutent également des répliques à GLaDOS qui encouragent les joueurs à s'affronter pour des récompenses, telles que des points insignifiants, mais les testeurs critiquent cette idée qui est ainsi retirée. Selon Chet Faliszek, dans les jeux de coopération, il peut être difficile d'avoir des dialogues clés ou des événements dans le jeu pour les joueurs, car ils ne regardent pas forcément dans la bonne direction et au bon moment. Pour lutter contre cela, en utilisant leur expérience des jeux précédents, Chet Faliszek et Erik Wolpaw gardent les répliques délivrant l'histoire et l'humour courtes et les répètent souvent.

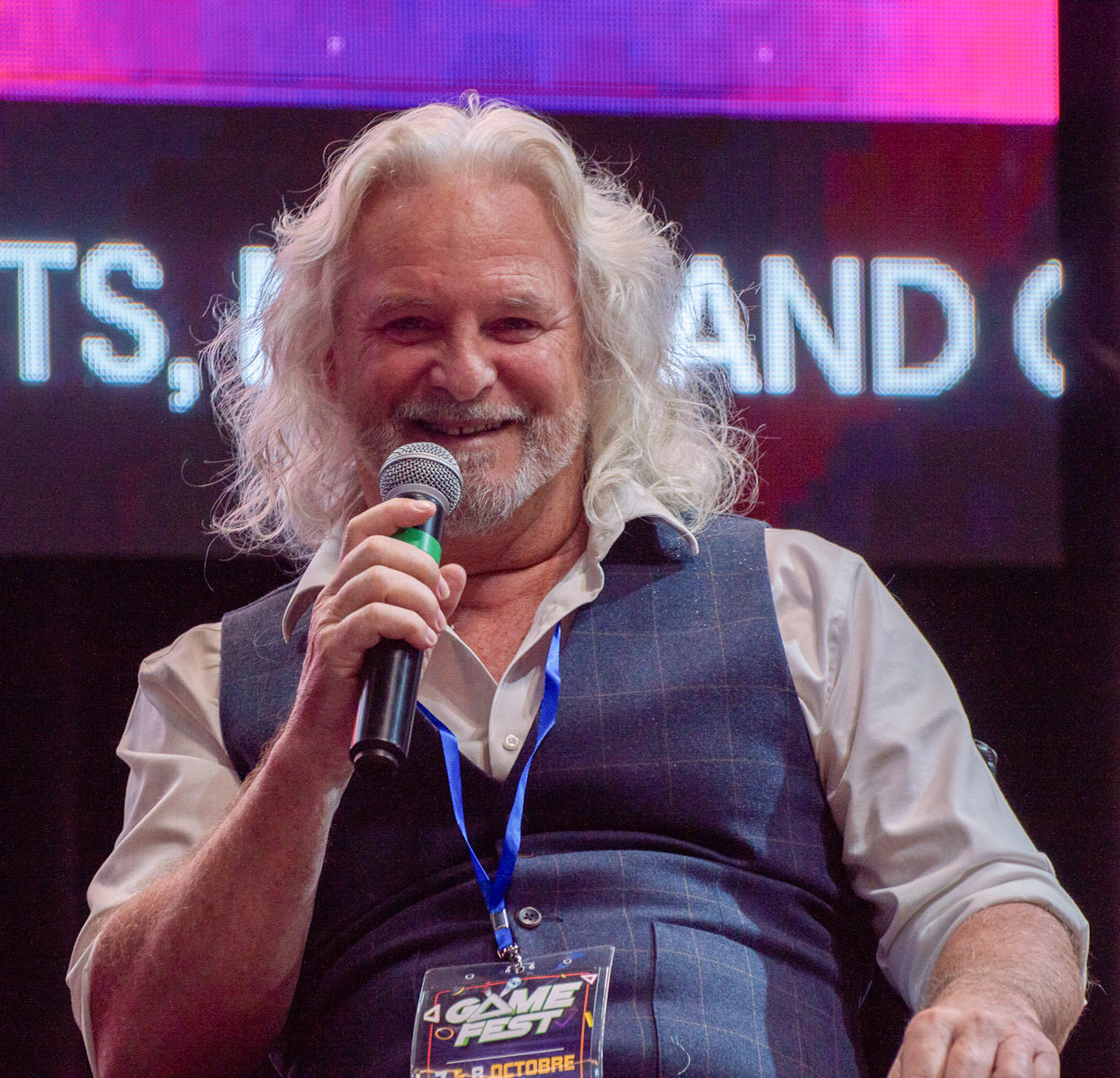
Pierre-Alain de Garrigues tient le rôle de l'annonceur et des tourelles défectueuses dans la version française.

Concernant la version française, dont la réalisation est jugée « impeccable » par le site Canard PC, la danseuse et chanteuse Scarlett Perdereau est rappelée pour donner voix au personnage de GLaDOS. Wheatley est interprété par l'acteur Guillaume Lebon et Cave Johnson par le comédien qui prête sa voix régulièrement à Laurence Fishburne, Paul Borne. Le comédien de voix-off Pierre-Alain de Garrigues donne voix à l'annonceur et aux tourelles défectueuses. Quant aux processeurs, ils sont doublés par Emmanuel Rausenberger et Martial Le Minoux.

## Sortie

### Annonce
En janvier 2008, Doug Lombardi, porte-parole de Valve Corporation annonce à Eurogamer qu'« il y aura d'autres Portal, c'est sûr », et le designer du premier jeu Kim Swift confirme que le travail sur Portal 2 débute le mois suivant. Kim Swift déclare alors qu'une version multijoueur de Portal est possible techniquement mais que c'est « moins amusant qu'il n'y paraît »,.
Portal 2 est annoncé officiellement dans Game Informer le 5 mars 2010, même si des événements lors de la semaine précédente préfigurent l'annonce. Le 1er mars, Valve sort un correctif pour Portal qui comprend une nouvelle réussite, « Transmission reçue », qui nécessite la manipulation par le joueur de radios dans le jeu. Celle-ci permet la découverte de nouveaux effets sonores qui font partie d'un jeu en réalité alternée (JRA). Les nouveaux effets comprennent une chaîne en morse qui laisse supposer le redémarrage de GLaDOS et des images en SSTV à partir d'une vidéo granuleuse de Aperture Science. Ces images incluent notamment des notes envoyées à un téléphone BBS, qui, une fois accédées, fournissent de nombreuses images relatives à Portal et à Aperture Science en caractères ASCII. Plusieurs de ces images ASCII sont plus tard publiées avec l'annonce du jeu dans Game Informer. D'autres images ASCII continuent d'apparaître sur le BBS après l'annonce officielle. L'arrière-plan du JRA est composé d'images en SSTV supplémentaires, trouvées dans une pièce cachée de Portal 2. Adam Foster est à l'origine du JRA, le liant à l'annonce dans Game Informer et il offre sa propre ligne téléphonique pour exécuter le logiciel BBS, car les locaux de Valve sont à l'époque trop modernes pour supporter ce protocole. Il estime que le fonctionnement du JRA lui a coûté moins de 100 dollars,.

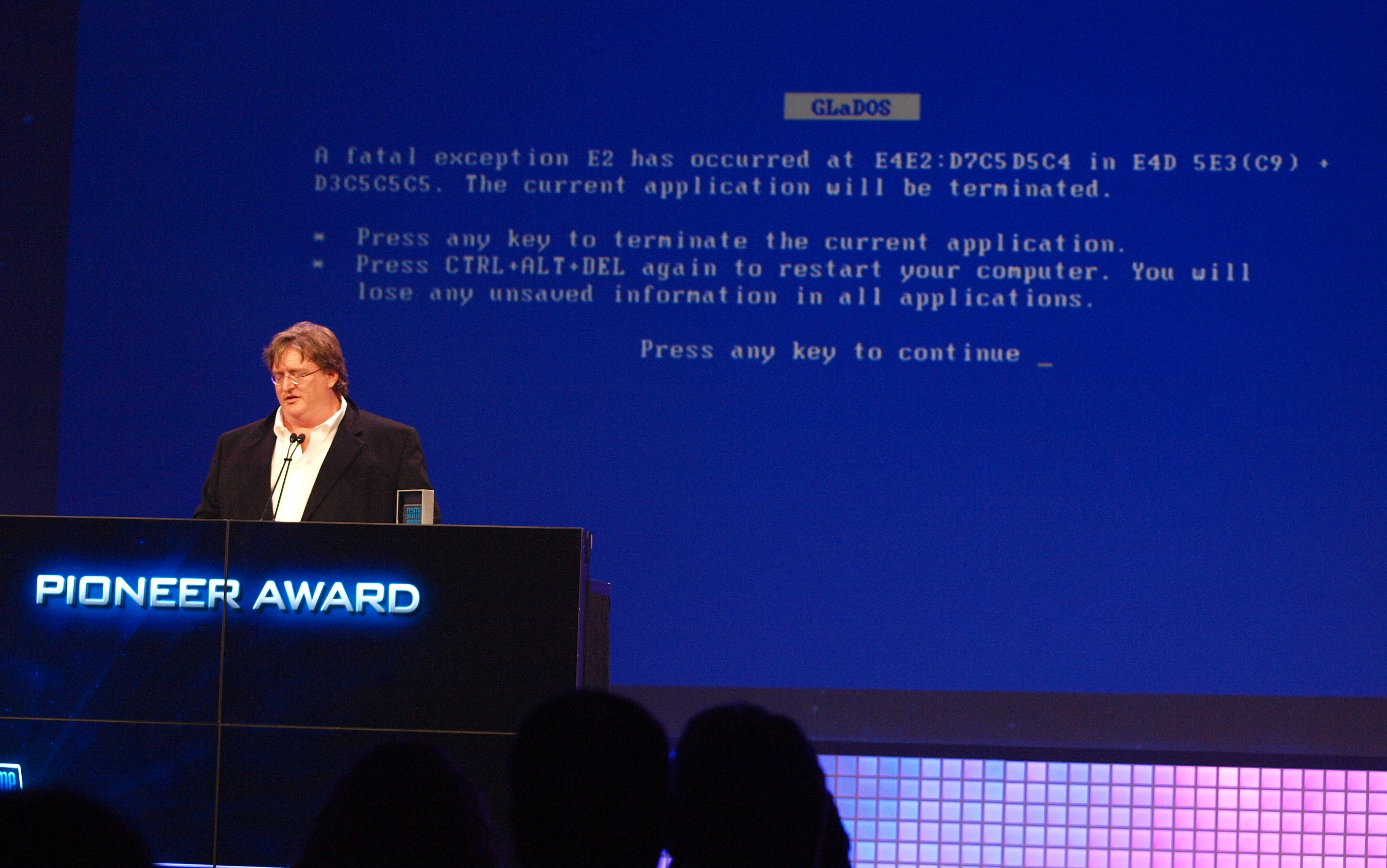
Gabe Newell présentant l'écran bleu de la mort de GLaDOS au Game Developers Conference de 2010.

Un deuxième correctif de Portal, sorti le 3 mars 2010, modifie la cinématique de fin qui présente Chell attirée à nouveau dans le laboratoire Aperture. Les journalistes vidéo-ludiques émettent l'hypothèse que l'annonce de Portal 2 est imminente,. Le 5 mars Game Informer annonce la sortie officielle de Portal 2 sur la couverture du numéro d'avril. Pendant la semaine suivante, le discours de Gabe Newell lors de la remise du Pioneer Award du Game Developers Conference de 2010, termine par un faux écran bleu de la mort sur l'écran situé juste derrière lui avec un message supposé être de la part de GLaDOS et qui laisse entendre que de plus amples informations seront divulguées à l'E3 2010. Deux semaines avant l'E3, les journalistes reçoivent un message électronique énigmatique, rédigé comme un communiqué de presse d'Aperture Science, laissant entendre que la présentation de Portal 2 sera remplacée par « une surprise » organisée conjointement par Aperture Science et Valve Corporation. Beaucoup pensent que cette « surprise » est l'annonce de Half-Life 2: Episode Three, mais Valve confirme qu'il sera bien question de Portal 2. Finalement, la « surprise » concerne l'annonce de la sortie de Portal 2 sur PlayStation 3.

### Promotion et commercialisation
L'annonce de mars 2010 informe que la sortie de Portal 2 est prévue pour la fin de cette année,. En août 2010, Valve reporte la sortie au mois de février 2011, notamment avec une sortie sur Steam le 9 février, afin de finir les changements apportés aux dialogues du jeu, de remplir et connecter une soixantaine de chambres de test, et pour terminer les améliorations sur la mécanique du système des gels. Valve Corporation annonce un nouveau retard en novembre 2010, reportant la sortie mondiale en détail et en ligne au 18 avril 2011. Erik Wolpaw explique que ce retard de huit semaines est utilisé pour ajouter du contenu au jeu avant d'atteindre une étape interne appelée « blocage de contenu », après quoi aucun autre contenu ne peut être additionné. Le travail de développement restant implique du débogage. Gage Newell autorise le retard compte tenu des avantages qu'apportent les contenus ajoutés et parce qu'il pense que l'entreprise ne perdra à cause de cela aucune opportunité commerciale. Le 18 février 2011, Newell confirme que le travail de développement sur Portal 2 est terminé, et qu'ils « attendent les approbations finales et la fabrication des disques ». Portal 2 est la première production de Valve à sortir sur Windows et sur Mac OS X en même temps à travers la plateforme de téléchargement Steam. La vente au détail pour toute plateforme est distribuée par Electronic Arts.
Le 1er avril 2011, Valve sort un autre jeu en réalité alternée, Potato Sack. Pour résoudre le jeu, les joueurs doivent coordonner les efforts à travers différents site web et salons de messagerie instantanée. Quelques journalistes pensent que Potato Sack suggère une sortie avancée de Portal 2 au 15 avril 2011, au lieu du 19 avril prévu,,,. Le 15 avril 2011, les joueurs découvrent GLaDOS@Home, une parodie de calcul distribué qui encourage les participants à jouer aux jeux de Potato Sack pour débloquer Portal 2 plus tôt,. Une fois tous les jeux résolus, Portal 2 est débloqué une dizaine d'heures avant sa sortie prévue.
| |  |  |
| Publicités pour Portal 2 sur l'arrière de bus à Seattle, dans l'État de Washington et à Leeds en Angleterre. |  |  |

Valve produit également une série de publicités télévisuelles pour promouvoir Portal 2. Dans le passé, le développeur américain collaborait avec des agences de publicité, mais le porte-parole de Valve, Doug Lombardi trouve que les films créés montrent peu d'ingéniosité. Il déclare être déçu par « le style cliché et copycat des anciennes publicités qui révèlent que l'agence ne l'avait pas écouté lors de la première rencontre ». Grâce aux retours des utilisateurs, Valve adapte le contenu de la publicité jusqu'à ce qu'ils soient satisfaits du résultat. Le film publicitaire est entièrement complété au bout de huit semaines. Valve développe également des vidéos de promotion en ligne, avec comme narrateur J. K. Simmons dans son personnage de Cave Johnson, afin de promouvoir de nouveaux éléments du système de jeu de Portal 2. Ces vidéos font partie d'un plus large effort de promotion de Portal 2, décrit par Newell comme une « occasion d'essayer le style documentaire ». Une vidéo précédente, sortie le 14 février 2011, fait la promotion du côté coopératif de Portal 2, le comparant à un cadeau pour la Saint-Valentin. Lombardi trouve que les vidéos « ont éclipsé les démos et les interviewes que nous avons réalisées ». Valve offre aussi des produits dérivés basés sur Portal 2, comme des posters, des verres ou des t-shirts.
Une version Nintendo Switch sort le 28 juin 2022 avec la sortie de la compilation Portal : collection cubique.

### Bonus et contenus téléchargeables
Le jeu contient des contenus bonus, comprenant quatre vidéos promotionnelles, une bande dessinée de Lab Rat et une bande-annonce interactive du film sorti en 2011, Super 8, construite avec Source, le moteur du jeu. Une fonctionnalité appelée « L'Enrichissement des robots » permet aux joueurs de personnaliser les personnages de la campagne coopérative avec de nouveaux gestes ou de nouveaux produits cosmétiques tels que des chapeaux ou des drapeaux. Ces éléments peuvent être remportés dans le jeu, échangés avec d'autres joueurs ou achetés par l'intermédiaire de micropaiements dans la boutique du jeu.
Très tôt, Valve prévoit de produire des contenus téléchargeables pour Portal 2. Le premier, L'Avis des pairs, sort le 4 octobre 2011,,,. Le contenu, gratuit quelle que soit la plateforme utilisée, comprend une nouvelle campagne coopérative qui prolonge l'histoire du jeu. Une semaine après la fin de la campagne coopérative, GLaDOS prépare Atlas et P-Body à faire face à un intrus qui se trouve dans Aperture Science, l'oiseau qui l'avait précédemment enlevée quand elle logeait dans une pomme de terre. L'Avis des pairs ajoute également deux modes défis proches de ceux de Portal, les joueurs doivent terminer des chambres spécifiques le plus rapidement possible ou en utilisant le moins de portails possible. Les résultats de ces deux modes prennent places dans des classements généraux et entre amis. Les modes défis sont disponibles à la fois pour le mode solo et pour le mode coopératif,.
Selon Chet Faliszek, du contenu généré par les utilisateurs pour Portal 2 devait être disponible pour toutes les plateformes, mais à cause de dépendances logicielles, les outils de modding ne sont rendus accessibles que pour Windows. Une version bêta des outils de modding sort le 10 mai 2011 et soutient un concours organisé par le site de cartographie communautaire Thinking with Portals en mai 2011, fournissant des prix pour les auteurs des cartes les plus choisies,. L'Initiative de Test Perpétuelle, une mise à jour gratuite du jeu pour les versions Windows et Mac, sort le 8 mai 2012 et contient un nouvel éditeur de niveaux et un moyen d'obtenir et de partager les niveaux créés par les utilisateurs à travers la boutique de Steam,. En novembre 2011, le présentateur de GTTV, Geoff Keighley, annonce que Valve est en train de développer un nouvel éditeur de niveaux simplifié pour permettre à des utilisateurs débutants d'assembler des chambres de test sans avoir à apprendre comment utiliser le Valve Hammer Editor, ainsi qu'un système dans le jeu permettant de partager les niveaux créés par les utilisateurs dans la boutique de Steam,. Ce système de cartographie passe en version bêta en mai 2012. Deux jours après la sortie de l'extension Initiative de Test Perpétuelle, plus de 35 000 cartes ont été créées et celles-ci ont été téléchargées plus de 1,3 million de fois sur Steam. En un mois, plus de 150 000 cartes créées par les utilisateurs sont disponibles. La première version de l′Initiative de Test Perpétuelle est limitée aux cartes pour joueur solo mais un correctif sorti en août 2012 permet aux utilisateurs de créer des niveaux pour la campagne coopérative.
La version Windows du jeu indépendant Bastion comprend une arme inspirée par les gels conversifs et les tourelles de Portal 2. Erik Wolpaw et Ellen McLain envoient à Supergiant Games, développeur de ce jeu, de nouvelles répliques pour les tourelles. Une extension scénaristique du jeu de tower defense de Hidden Parth Entertainment, Defense Grid: The Awakening inclut GLaDOS comme antagoniste utilisant de nouvelles répliques enregistrées par Ellen McLain ainsi que d'autres éléments de Portal 2. Wolpaw et McLain créent également de nouvelles répliques de GLaDOS pour une carte solo personnalisée commandée par Gary Hudston afin de demander en mariage sa fiancée, Stephanie,. Valve développe également un module d'extension pour le jeu édité par Bethesda Softworks, The Elder Scrolls V: Skyrim, afin d'introduire la Sphère Espace comme personnage non joueur qui suit le joueur à travers le monde de Skyrim.

## Accueil

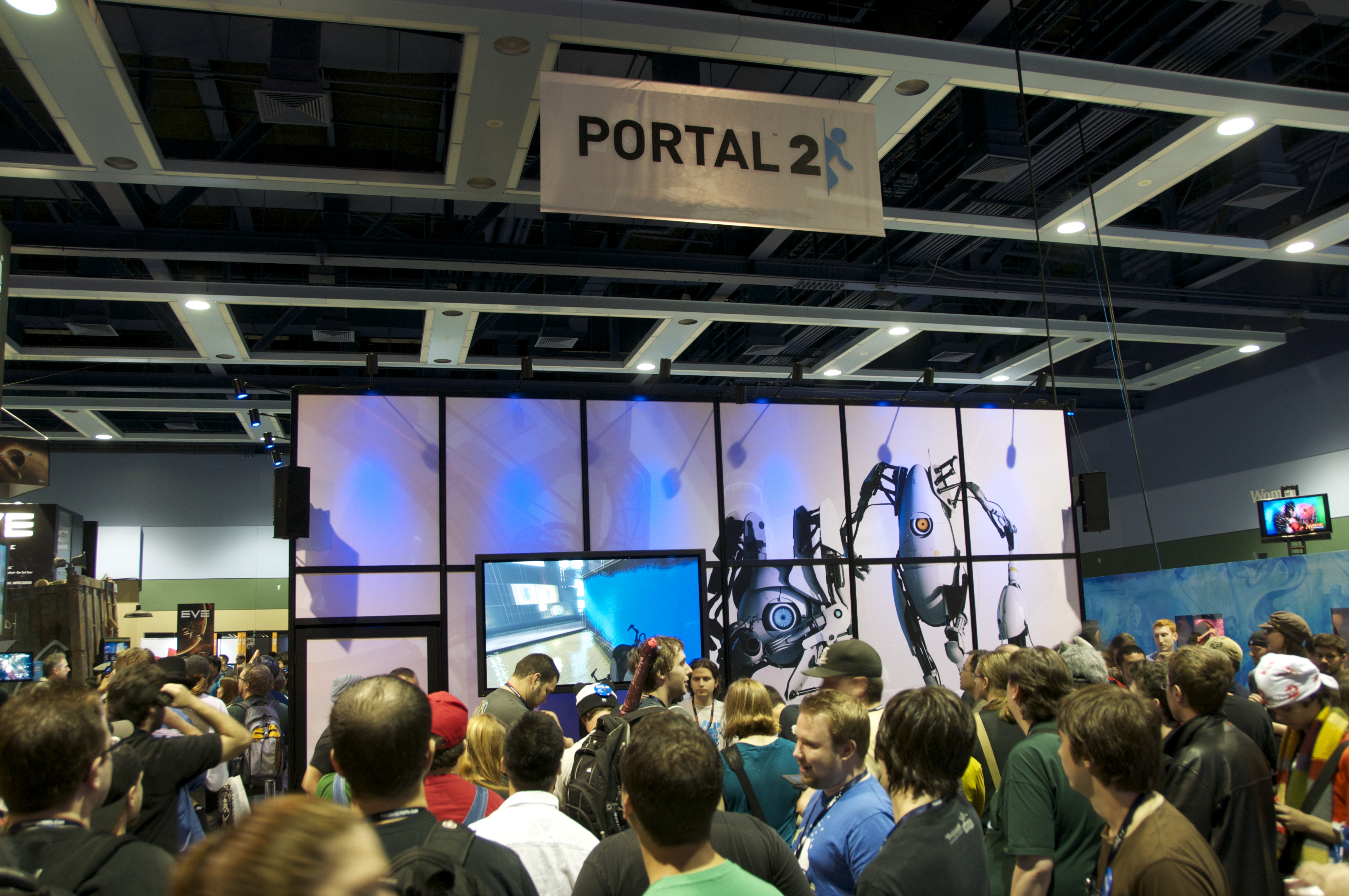
Une foule se rassemblant devant le stand de présentation de Portal 2 au PAX Prime 2010.

### Avant parution
Portal 2 est un des grands favoris des journalistes vidéo-ludiques lors des présentations à huis clos de l'E3 2010. Le jury des Game Critics Awards, composé de journalistes et de critiques, décerne à Portal 2 le prix du meilleur jeu vidéo et du meilleur jeu d'action ou d'aventure, et le nomme pour le prix du meilleur du salon et du meilleur jeu de console,. IGN récompense Portal 2 du titre du meilleur jeu de l'E3 sur PC, Xbox 360 et PlayStation 3 ainsi que de celui du meilleur jeu d'énigmes. Le site web le nomme également pour le titre du meilleur jeu toutes catégories confondues mais c'est Rage qui l'emporte. Pour GameSpy, il s'agit du meilleur jeu de l'E3 et du meilleur jeu d'énigmes. Portal 2 remporte également le prix du jeu le plus attendu de 2011 au Spike Video Game Awards.

### Après parution
Lors de sa sortie, Portal 2 est encensé par les évaluateurs et reçoit une note moyenne de 95 sur 100 selon l'agrégateur de notes Metacritic et est classé, en fonction des plateformes, entre la troisième et la cinquième place des jeux les mieux notés par l'agrégateur en 2011,. Plusieurs critiques déclarent très tôt que Portal 2 est en course pour le titre de « Jeu de l'année »,,,. D'autres pensent qu'il s'agit d'un des meilleurs jeux de tous les temps,,,,,. Dès sa sortie, le jeu est largement considéré comme aussi bien voire mieux que le premier opus. Oli Welsh d'Eurogamer déclare que Portal 2 évite les écueils normaux que les développeurs introduisent dans les suites, selon lui « Portal est parfait. Portal 2 ne l'est pas. Il est bien plus que cela ». Gus Mastrapa du A.V. Club écrit qu'avec Portal 2, Valve atténue les doutes que « Portal pouvait être élargi en une grande expérience narrative avec tous les atours d'un succès grand public ». Charles Onyett d'IGN écrit que la suite « fait ressembler l'original à un prototype ». Selon Jeuxvideo.com, ceux qui « doutaient de l'intérêt d'offrir une suite à Portal […] avaient tort », ajoutant que « Portal 2 est sans doute l'un des jeux les plus intelligents, originaux et drôles qui ait vu le jour depuis de nombreuses années ». Sur le même site, en date du 25 août 2014, le jeu sur PlayStation 3 est classé à la sixième place des meilleurs jeux de tous les temps, juste après Ōkami.
Plusieurs critiques saluent le scénario et le doublage du jeu,,,,. Dan Stapleton du magazine de PC Gamer, Entertainment Weekly, parvient à prédire un grand nombre de rebondissements de l'histoire de Portal 2, mais « il continue de jouer afin de constater l'effet exact de ceux-ci sur les personnages », il remarque le développement des personnages et à quel point leur « charme fait de ce qui devrait être un monde vide et sans vie, un lieu turbulent et vivant ». D'une manière générale, les personnages sont plutôt appréciés,,,. Charles Oynett du site IGN écrit que « l'enthousiasme évident de Stephen Merchant pour son rôle profite au jeu » et que « un scénario toujours habile complète parfaitement les actions affichées à l'écran ». Adam Biessener de Game Informer considère que Cave Johnson est un personnage encore plus intéressant que GLaDOS, et salue « les punchlines parfaites » et « le timing comique brillant ». Dinowan du site Jeuxvideo.com remarque « la profondeur du personnage » de GLaDOS et souligne que la version française est de « bonne facture » et que l'interprétation et le scénario sont « intelligents, fins, brillant […] et n'ont rien à envier au cinéma », ajoutant que l'univers du jeu est « coincé entre les Monty Python et Kafka ». En revanche, Peter Bright d'Ars Technica trouve que par rapport à la solitude et au désespoir qu'il ressentait en jouant au premier jeu, les personnages de Wheatley et GLaDOS ont perdu un peu de cette lourdeur et « le brouhaha inepte ne sert qu'à perturber cette atmosphère ».
Les éléments supplémentaires de Portal 2, comme les ponts de lumière, les lasers ou les gels, sont qualifiés d'ajouts appropriés au jeu. Les critiques sont satisfaits de la difficulté des énigmes tout au long du jeu, qui paraissent compliquées à première vue, mais qui ont finalement une solution plutôt aisée,,,,,,. Evan Narcisse du Time déclare qu'il craignait que l'ajout de ces nouveaux éléments de jeu « dilue la pureté de l'expérience de jeu », mais il ajoute qu'« avec Valve tout est toujours exécuté avec un haut niveau de charme et de panache ». Tom Hoggins du Daily Telegraph fait l'éloge de la manière dont ces éléments sont introduits à travers une « courbe d'apprentissage brillante », les considérant comme un « ethos du design extrêmement généreux, mais traité avec une parcimonie merveilleuse ». Chris Kohler du magazine Wired écrit que les énigmes du jeu « ne nécessitent jamais de solutions excessivement compliquées », et que la plupart de ces solutions « vous feront vous frapper le front avec la main en pensant « Oh mon Dieu, je suis si bête, comment n'ai-je pas pu voir ça avant ? ». Stapleton n'est pas aussi satisfait des gels que des autres nouvelles mécaniques, les trouvant « difficiles à contrôler ». Il pense qu'ils « ont au mieux deux utilisations ». Peter Bright pense que Portal 2 est plus simple que son prédécesseur, en partie parce qu'il trouve qu'une grande partie du jeu est un tutoriel pour apprendre à utiliser les nouvelles mécaniques de jeu, exigeant « une utilisation prudente des outils fournis » le laissant avec le sentiment que le jeu « est sur des rails ».
L'aspect coopératif de résolution d'énigmes est souligné comme étant un ajout précieux au jeu,,. Oli Welsh trouve que le mode coopératif est « une des expériences de jeu les plus satisfaisantes et réellement coopératives que vous pouvez avoir avec un ami ». Charles Onyett écrit : « Valve sait qu'un bon mode coopératif nécessite une conception de jeu qui n'encourage pas simplement de travailler ensemble mais qui l'exige. Dans Portal 2, la communication est indispensable pour réussir ». Plusieurs critiques félicitent les signaux non verbaux que les joueurs peuvent se lancer pour travailler ensemble,,,. Portal 2 reçoit également des éloges pour les détails que contiennent son design, ses sons et sa musique. Mike Nelson salue la « quantité considérable de détail » que contient le jeu et ajoute que « tout cela rend le jeu naturel et réel, avec de brefs moments où vous êtes tout simplement aspiré dans ce monde ». Charles Onyett est impressionné par le nombre de détails visuels et les capacités que Valve arrive à atteindre grâce à son moteur de jeu, Source, il ajoute également que les détails et les animations supplémentaires au fur et à mesure des niveaux « servent constamment à divertir l'œil mais également à élargir notre compréhension des personnages du jeu ». Tom Hoggins écrit que le monde du jeu réagit à la présence du personnage-joueur Chell « d'une manière étonnamment organique » et salue également le design de Valve le définissant comme une « réalisation de la construction d'un monde qui peut être favorablement comparée à la cité sous-marine de Rapture dans BioShock ».
Quelques critiques déclarent que la deuxième partie du jeu, qui prend place dans la partie déstructurée de l'ancienne faculté d'Aperture, peut être source de confusion pour certains joueurs. John Young écrit que dans cette deuxième partie, « la difficulté des niveaux augmente rapidement ce qui peut décourager les joueurs occasionnels », et il ajoute que cela est surtout visible pour les voyages entre les chambres, il n'avait « absolument aucune idée d'où il était supposé aller ensuite ». Chris Kohler déclare que même si le joueur peut explorer les zones abandonnées d'Aperture, « cela n'a jamais aucun effet, c'est juste beaucoup d'environnements dupliqués, non interactifs et stériles ». Chris Watters trouve également que les temps de chargement entre deux niveaux du jeu sont, contrairement aux précédents jeux de Valve, « assez longs pour pouvoir en tenir rigueur et souhaiter qu'ils soient plus courts ». Il ajoute qu'il est regrettable que le jeu n'ait pas de « chambres de test autonomes ou de classements… mais le contenu de Portal 2 n'en est pas pour autant léger » sans ces éléments. Oli Welsh déclare que la tentative de vouloir retrouver l'esprit de la chanson Still Alive à la fin du générique est « une erreur ». Le critique de jeux vidéo Ben Croshaw nomme Portal 2 dans la catégorie du meilleur jeu de 2011 dans son émission internet de critique Zero Punctuation. Cependant il écrit dans sa colonne Extra Punctuation que même si Portal 2 est un « très bon jeu », il réutilise des morceaux de l'histoire du jeu d'origine sans garder réellement l'esprit de celui-ci. Néanmoins cette critique concerne la campagne solo, car il trouve que la partie coopérative du jeu est « beaucoup plus attrayante et beaucoup plus proche de l'esprit de l'original ».
Le 20 avril 2011, il est signalé que des clients ont protesté contre des lacunes perçues dans Portal 2,. Les utilisateurs se plaignent de la courte durée de vie du jeu, certains disant qu'il ne dure que quatre heures, de l'existence de contenus téléchargeables et payants pour certaines versions dès le lancement, et que les versions Windows et OS X ne sont que des tremplins pour la version sur console. D'autres journalistes répliquent que la qualité des graphiques sur les versions Windows et OS X suggère qu'il ne s'agit pas simplement de versions « tremplins ». Stephen Tolito de Kotaku écrit que le jeu dure neuf heures et que les contenus téléchargeables ne sont que de simples ajouts cosmétiques. Quelques journalistes déclarent que l'impact minimal du jeu en réalité alternative The Potato Sack lors de la sortie de Portal 2 a peut-être influencé les scores des utilisateurs,.

### Récompenses
En 2011, Portal 2 remporte le titre du meilleur jeu de l'année aux Golden Joystick Awards et se classe deuxième du top 10 des jeux vidéo de l'année établi par Time,. Gamasutra, IGN, Eurogamer, Kotaku et The Daily Mirror nomment tous Portal 2 comme le meilleur jeu de l'année 2011,,,,. Le jeu reçoit un total de douze nominations dont celle du « Jeu de l'Année » aux Spike Video Game Awards, où il est le titre le plus nommé. Il remporte les prix du meilleur jeu PC, de la meilleure performance pour un homme pour Stephen Merchant, de la meilleure performance pour une femme pour Ellen McLain, du meilleur contenu téléchargeable et du meilleur jeu multijoueur. Il est également nommé pour dix Interactive Achievement Awards, prix remis par l'Académie des arts et sciences interactives, dont celui du « Jeu de l'Année » et il remporte celui de la meilleure connectivité, de la meilleure composition de musique originale et de la meilleure performance d'un personnage pour Wheatley,. Portal 2 est aussi en lice pour six catégories aux British Academy Video Games Awards et remporte les prix du meilleur jeu, du meilleur scénario et du meilleur design. Le Game Audio Network Guild l'honore des prix des meilleurs dialogues, de la meilleure musique interactive et de la meilleure chanson pop pour Want You Gone. Lors de la première cérémonie des New York Videogame Critics Circle Awards, Portal 2 reçoit les plus grands honneurs pour le meilleur scénario et le meilleur acteur. L'extension du jeu, Initiative de Test Perpétuelle, est récompensée du Golden Joystick 2012 de la meilleure utilisation du DLC.

### Ventes
Selon les statistiques de ventes d'Amazon.com, Portal 2 est le jeu le plus vendu des États-Unis lors de la première semaine suivant sa sortie, mais il est dépassé par Mortal Kombat la semaine d'après, même s'il reste en tête des ventes de jeux sur PC,,. Le NPD Group rapporte que Portal 2, avec 637 000 exemplaires vendus, est la deuxième meilleure vente de jeux aux États-Unis en avril 2011 et la quatrième en mai,,. Cependant, les données de NPD n'incluent pas les ventes par le biais de la plateforme Steam. Portal 2 est le jeu le plus vendu au Royaume-Uni la semaine de sa sortie et reste en tête la semaine suivante,.
Portal 2 est sorti quelques jours avant le piratage du PlayStation Network. L'analyste du site Gamasutra, Matt Matthews, explique que, selon les données du NPD Group, le pirate « n'a pas affecté sérieusement les ventes au détail des jeux », même si certains développeurs déplorent une chute des ventes,. Dès le début Joe Anderson, analyste pour le site ShopToNews s'attend à ce que les effets du piratage sur les ventes britanniques de Portal 2 soient minimes. Le 22 juin 2011, Gabe Newell annonce que les ventes de Portal 2 s'élèvent à trois millions d'exemplaires. En juillet de la même année, Electronic Arts déclare que plus de deux millions d'exemplaires de Portal 2 ont été vendus par les détaillants à travers le monde. Lors d'une interview donnée le 29 août 2011, Gabe Newell indique que « Portal 2 a fait mieux sur PC que sur consoles ». Lors de la sortie de l'Initiative de Test Perpétuelle en mai 2012, il annonce avoir expédié plus de quatre millions d'exemplaires de Portal 2 et que la version sur PC se vend mieux que les versions sur console. Au total, Portal et Portal 2 ont été vendus à plus de huit millions d'exemplaires.

### Utilisation dans l'éducation
Plusieurs critiques admettent que le jeu Portal 2 se distingue dans la façon dont il enseigne les joueurs à résoudre des énigmes. Dans un article du New York Times, Seth Schiesel écrit : « Quelque part peut-être qu'un professeur de physique dynamique et novateur utilisera Portal 2 comme pivot de toute une série de leçons et deviendra immédiatement le meilleur professeur de science que les étudiants chanceux auront jamais eu ». Des professeurs de mathématiques et de science ont écrit des e-mails à Valve pour leur expliquer comment ils utilisent Portal dans leurs leçons dans le cadre d'un projet visant à rendre l'apprentissage ludique. Ainsi les développeurs de Portal, Joshua Weier et Yassr Malaika, décident de diriger une équipe dans les bureaux de Valve Corporation afin d'explorer, au travers de réunions, les moyens d'utiliser le nouvel opus, Portal 2, dans l'éducation. Ces réunions mènent à la création de Puzzle Maker, un éditeur de niveaux destiné aux joueurs de Portal 2, construit à partir des outils professionnels utilisés pour développer le jeu. Weier et Malaika ne veulent pas concevoir les programmes eux-mêmes, mais veulent fournir aux professeurs les outils pour créer leurs leçons indépendamment. Hammer, le seul outil disponible avant la sortie de l'éditeur de niveaux dans le jeu en 2012, est trop difficile à comprendre et appréhender pour les éducateurs. Les développeurs de Valve donnent ainsi à Puzzle Maker une interface facile d'approche et la possibilité de partager les énigmes et les plans de leçons. Cet outil est développé en collaboration avec un professeur de mathématiques et ses élèves,. Ces quelques initiatives sont l'amorce du programme Steam pour les écoles lancé en juin 2012, grâce auquel les professeurs intéressés peuvent acquérir Portal 2 et les Puzzle Maker gratuitement en échange de la promesse d'appliquer le programme Enseignez avec Portal,. En date du 13 novembre 2012, Valve estime que 2 500 professeurs utilisent le programme Enseignez avec Portal pendant leurs cours.